# Vilhar
Vilhar je priimek več znanih Slovencev:
- Albin Vilhar (1902—1975), klasični filolog, slovaropisec in prevajalec (slovensko-srbski)
- Bogumila Vilhar (1882—?), operna pevka in dramska igralka
- Breda Vilhar, umetnostna zgodovinarka
- Fran Serafin Vilhar (1852—1928), skladatelj, pianist, orglar in zborovodja
- Gorazd Vilhar (*1955), umetnostni zgodovinar, fotograf (na Japonskem)
- Jakob Vilhar (1897—1992), urar, Maistrov borec
- Leo Vilhar (1899—1971), slikar in muzealec
- Marija Vilhar (1855—1911), mecenka
- Mario L. Vilhar (1925—2014), časnikar, slikar, kipar, ilustrator, karikaturist in grafični oblikovalec
- Matija Vilhar (1899—1962), jamski vodnik, speleolog
- Miroslav Vilhar (1818—1871), skladatelj, pesnik,dramatik, politik in časnikar
- Mojca Vilhar (*1961), filmska in TV scenografka
- Srečko Vilhar (1907—1976), politični delavec, knjižničar, publicist
- Stanislav Vilhar (1902—1982), politik in publicist
- Stanka Vilhar (r. Gabrijelčič) (1920—2006), aktivistka OF, publicistka in pisateljica
- Šestomer Vilhar, mecen, trgovec (Trst)
- Urška Vilhar (*1977), gozdarska ekologinja
- Vesna Vilhar Dremelj, umetnostna zgodovinarka?
- Vladimir (A.) Vilhar (1926—2019), srbski psihiater in psiholog slovenskega rodu